# Synagoga na Wielkiej Bronnej
Synagoga na Wielkiej Bronnej (ros. Синагога на Большой Бронной) – żydowska bóżnica znajdująca się w Moskwie przy ul. Wielkiej Bronnej. 
Historia bóżnicy sięga 1883 roku, gdy właściciel tych terenów Łazar Salaomonowicz Poliakow zwrócił się z prośbą do wydziału budownictwa Moskwy o zgodę na adaptację jednego z budynków mieszkalnych pod dom modlitewny. Projekt synagogi wykonał M. Cziczagow.
W latach trzydziestych bóżnica została zamknięta. W latach dziewięćdziesiątych ponownie przekazano ją społeczności żydowskiej („Agudas Chasidiej Chabad”). Od 1992 roku odbywają się tu regularne nabożeństwa.